# Monasterio Petru Vodă
Petru Vodă es un monasterio ortodoxo en Rumanía situado en la comuna de Poiana Teiului, en el distrito Neamţ.

## Historia
La iglesia central fue construida en 1990 por el Archimandrita Iustin Pârvu y fue dedicada a los mártires de las cárceles Rumanas, la Iglesia de madera se completó en 1992. Fue pintada en 1994 al año 2000 por el iconografo Mihai Gabor en el estilo bizantino, tanto dentro como por las paredes exteriores.
El cementerio del monasterio alberga al sacerdote Gheorghe Calciu-Dumitreasa.

## Fotogalería

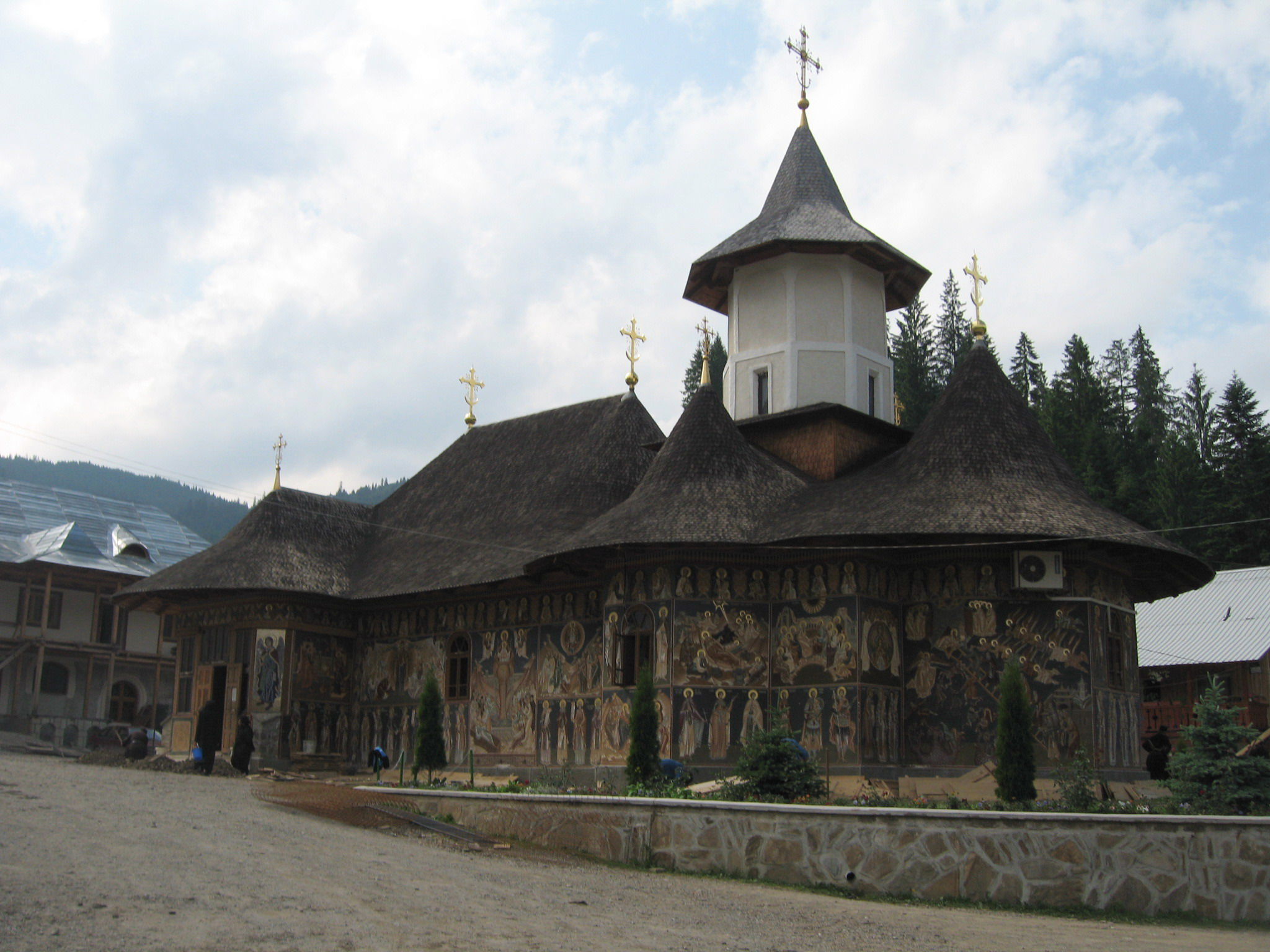
Iglesia
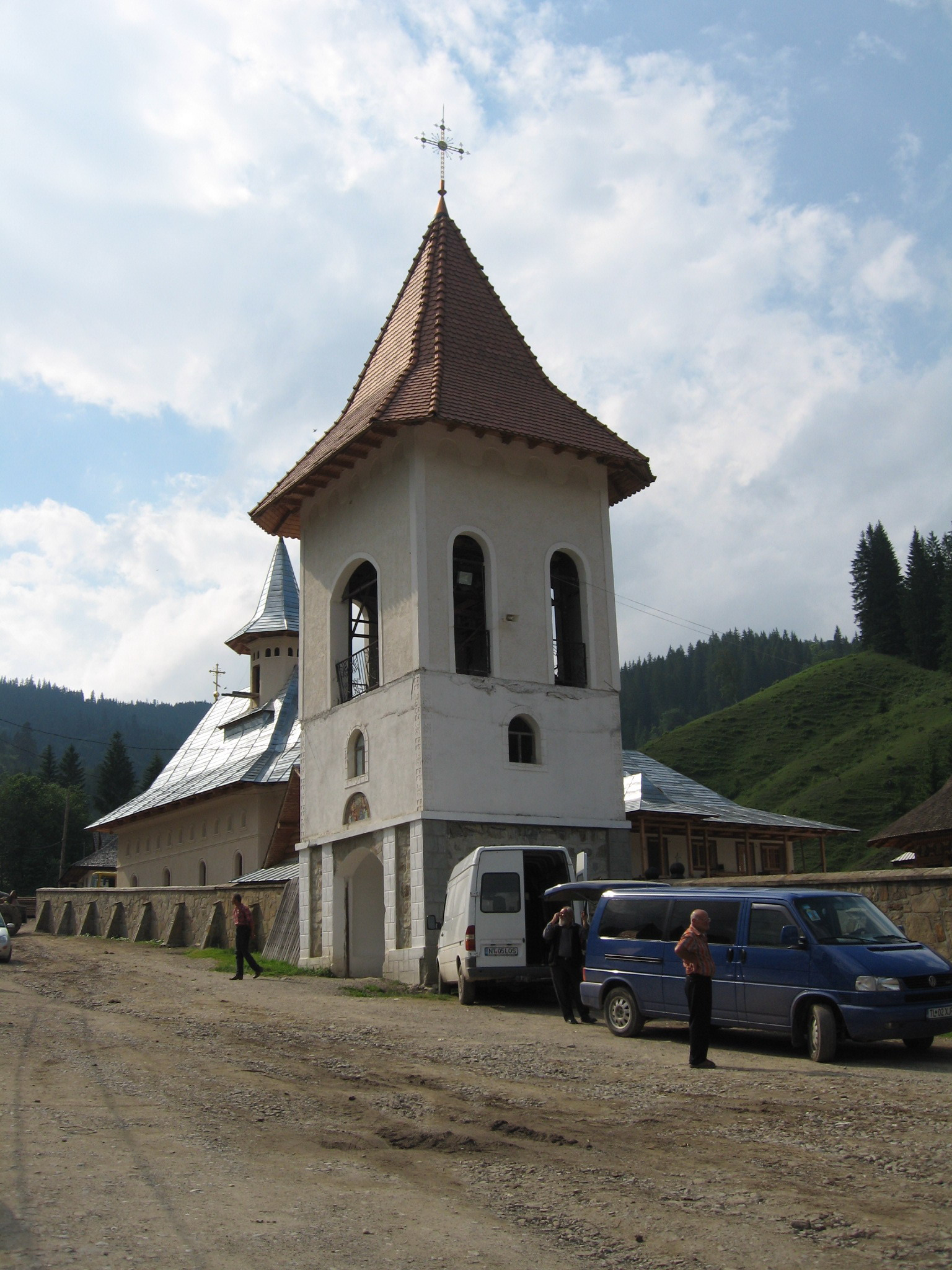
Campanario
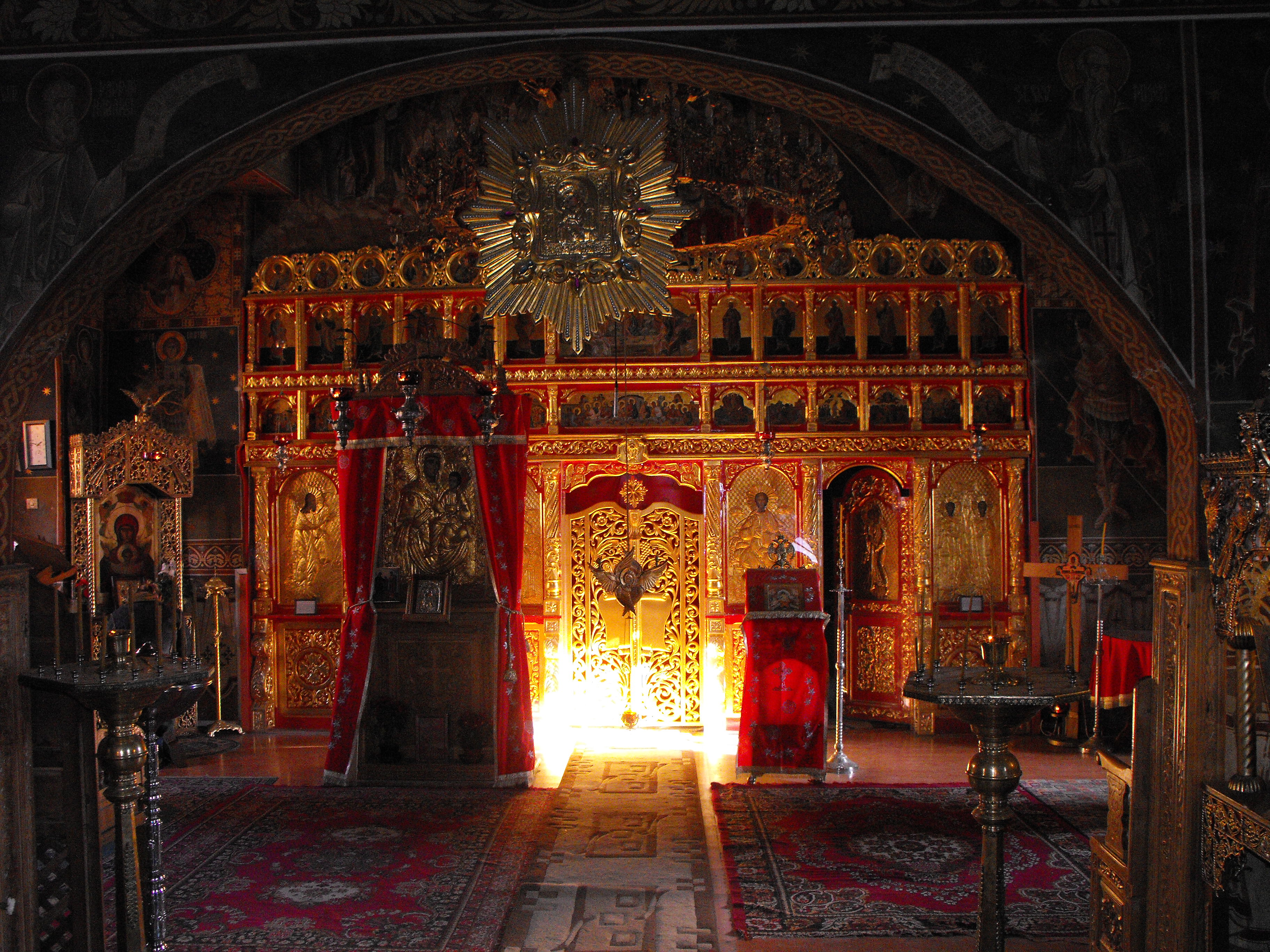
Iconostasio de la Iglesia
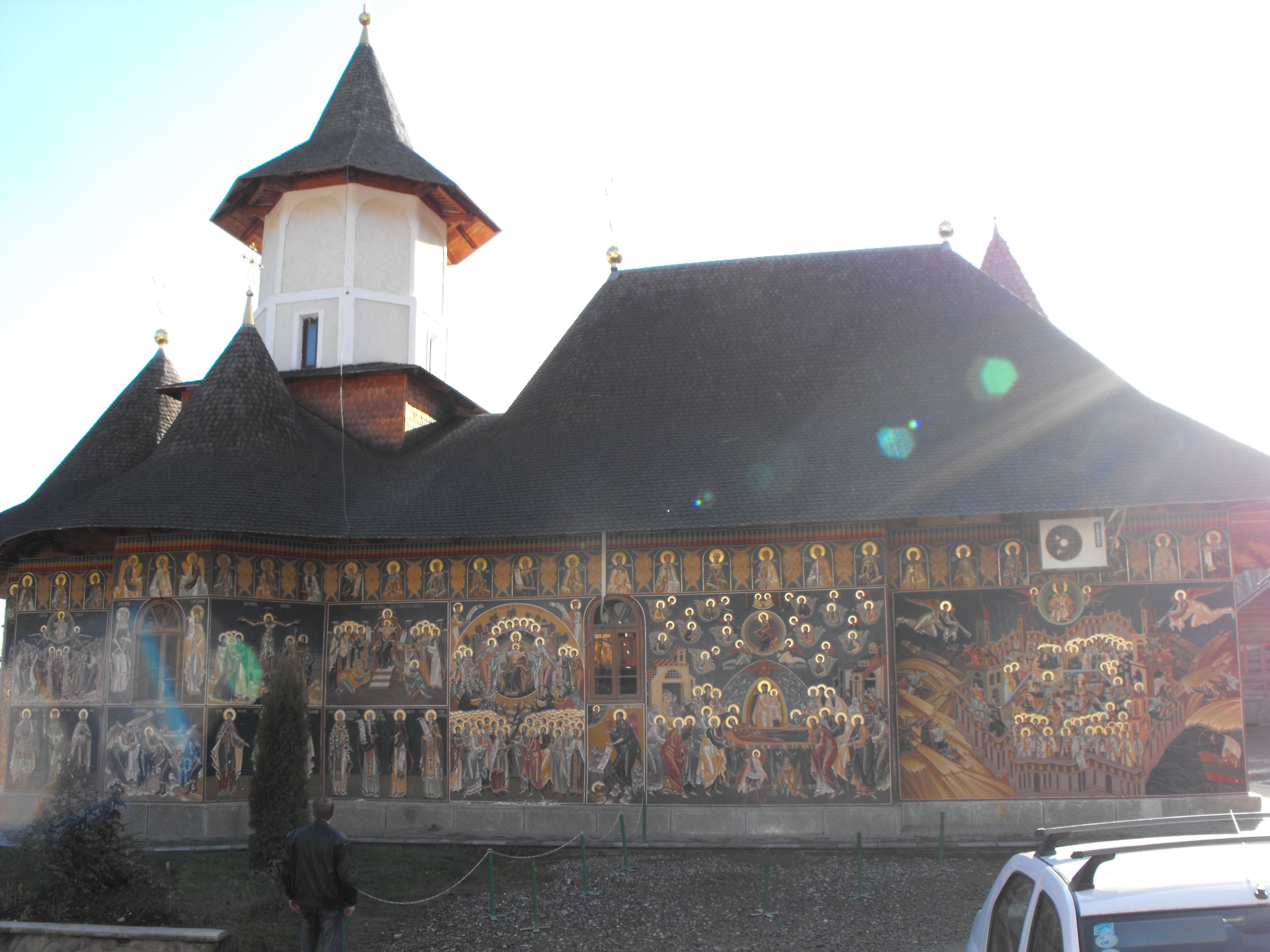
Iglesia (Norte)
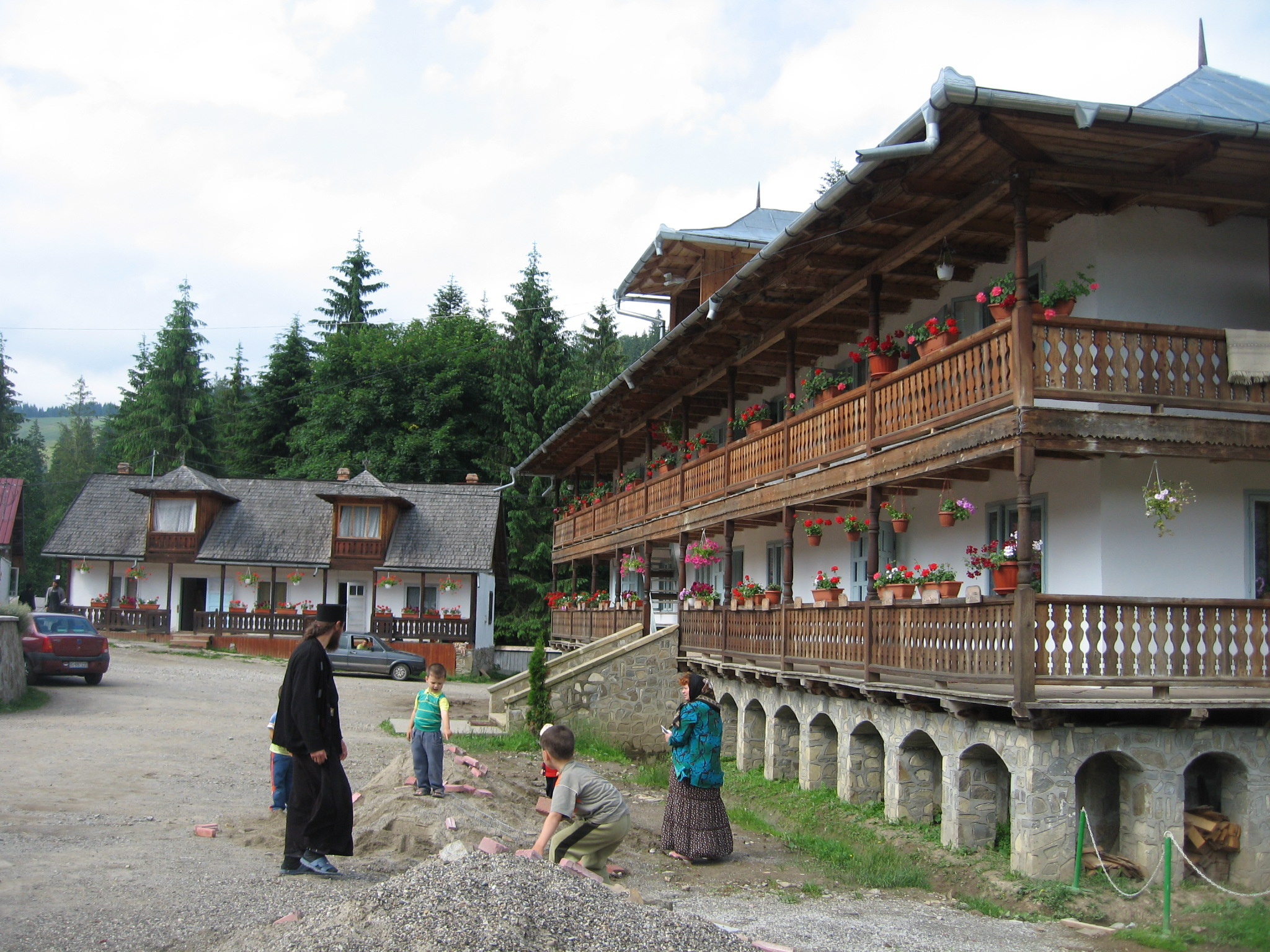
Celda Monastica
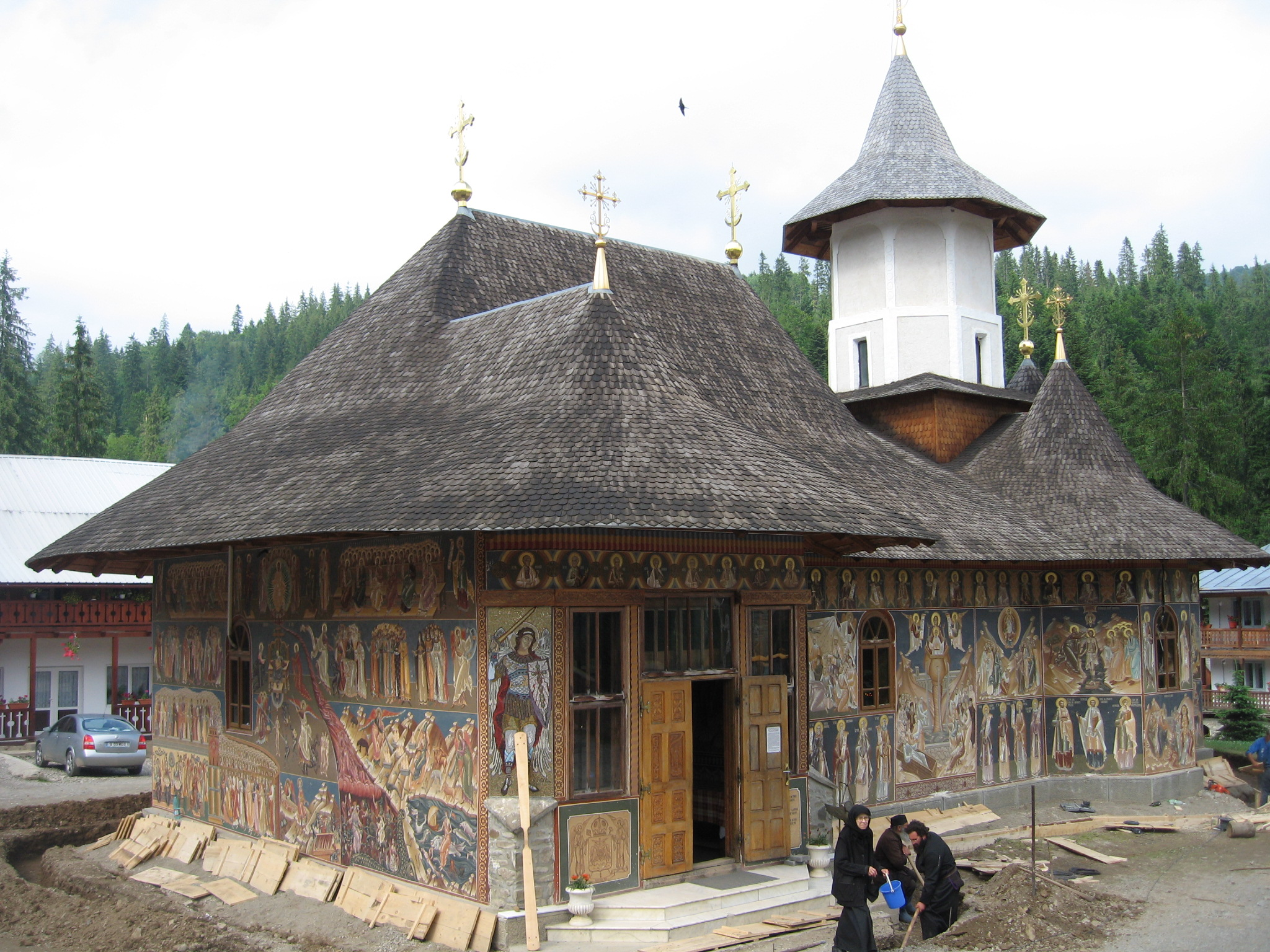
Iglesia